# Muru
För andra betydelser, se Muru (olika betydelser).

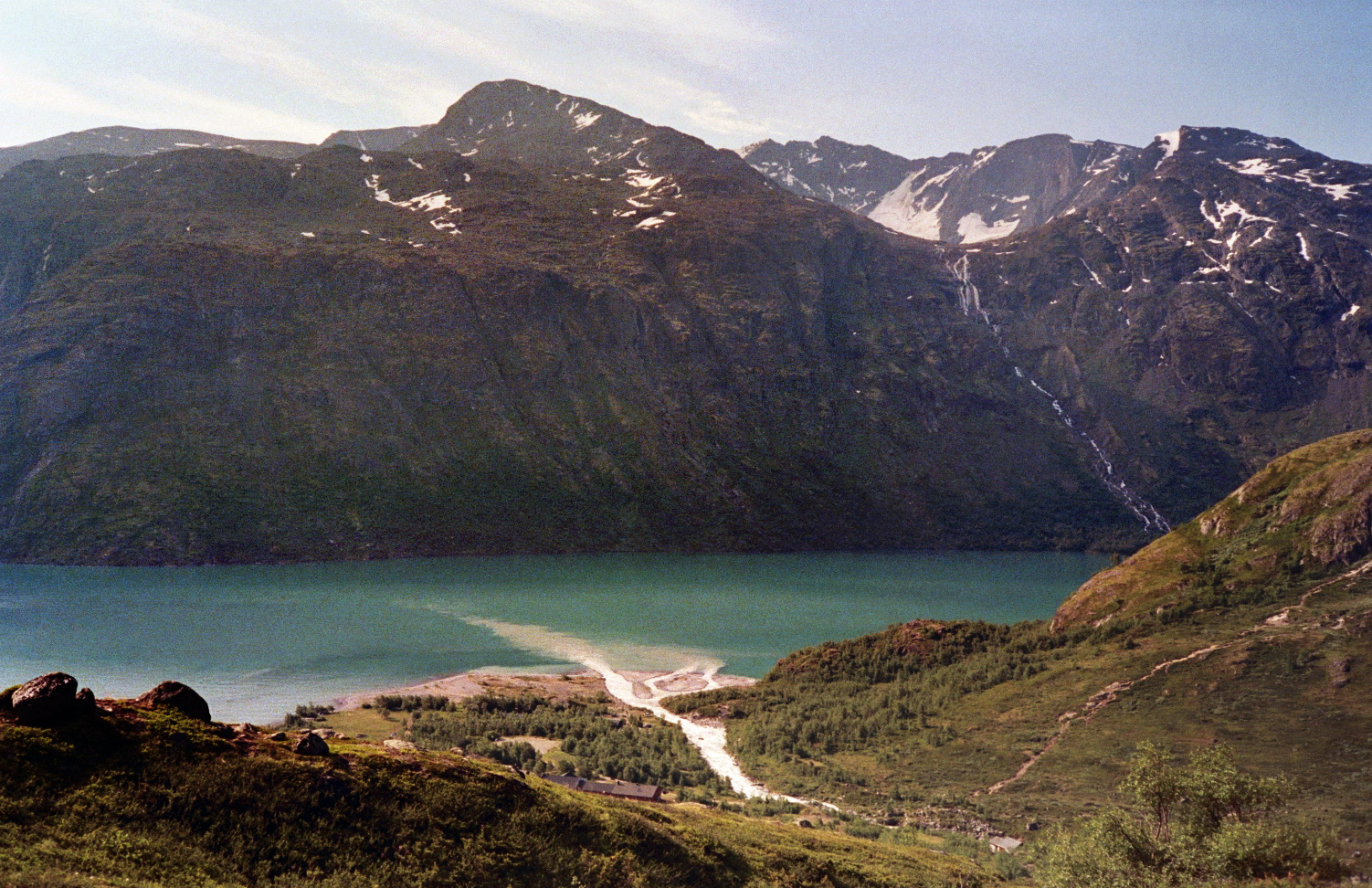
Älven Muru rinner ut i Gjende vid Memurubu.

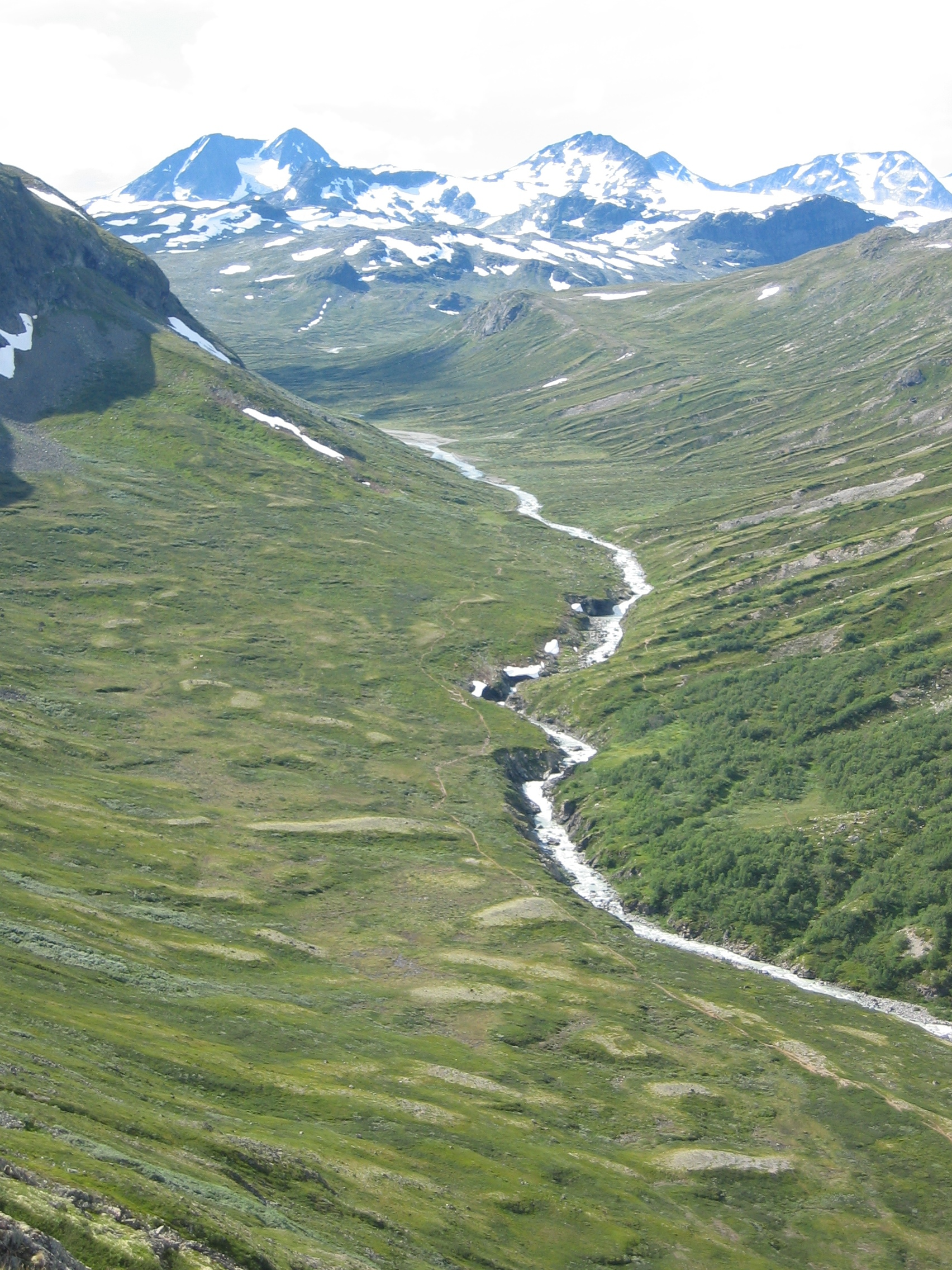
Älven Muru rinner genom Memurudalen till sjön Gjende vid Memurubu.

Muru är en älv i Lom kommune i Innlandet fylke. Älven är cirka 10 kilometer lång och  rinner från glaciären Austre Memurubrean till insjön Gjende, vid Memurubu. Älven för med sig stora mängder moränmassor från glaciären, något som gör att vattnet i älven är grågrönt och ogenomskinligt. Det är Muru som ger Gjende sin karakteristiska smaragdgröna färg.
Muru används till forspaddling, men är en krävande älv. Det finnes ingen väg i närheten, så padlarna måste själva bära båtarna upp längs älven. Närmaste väg ligger vid Gjendesheim, varifrån det finns en båtlinje till Memurubu.